# 48300 Kronk
48300 Kronk este un asteroid din centura principală de asteroizi.

## Descriere
48300 Kronk este un asteroid din centura principală de asteroizi. A fost descoperit pe 11 iunie 2002 la Fountain Hills (Arizona) de Charles W. Juels și Paulo R. Holvorcem. Asteroidul prezintă o orbită caracterizată de o semiaxă mare de 3,00 ua, o excentricitate de 0,02 și o înclinație de 8,5° în raport cu ecliptica.